# 1988 BK4
1988 BK4 är en asteroid i huvudbältet som upptäcktes den 21 januari 1988 av den belgiske astronomen Henri Debehogne vid La Silla-observatoriet.
Den har den diameter på ungefär 14 kilometer.